# Покемон
«Покемо́н» (яп. ポケットモンスター покэтто монсута:, англ. Pokémon, от англ. Pocket Monster — «Карманный монстр») — медиафраншиза, созданная Сатоси Тадзири в 1996 году. Товарный знак «Покемон» принадлежит The Pokémon Company. «Покемон» впервые появился как пара игр, разработанных студией Game Freak, и после этого стал второй в мире по популярности серией компьютерных игр, уступив Mario от Nintendo. В 2020 году общая стоимость франшизы «Покемон» оценивалась в 95 миллиардов долларов США и она является одной из самых кассовых медиафраншиз за всю историю. По мотивам игр существует аниме, пользующееся колоссальным успехом в мире, а также манга, коллекционная карточная игра и прочие сопутствующие товары. С июля 2016 года получила широчайшее распространение по миру и серьёзный общественный резонанс игра Pokémon Go для iOS и Android для интерактивной ловли покемонов в виртуально дополненном реальном мире (на реальных объектах по всей территории планеты).
Само слово «покемон» обозначает существо, обладающее сверхъестественными способностями. На январь 2023 года существует 1008 разновидностей покемонов. По сюжету люди, называющиеся тренерами покемонов, обучают их для сражений с покемонами других тренеров. Бои проходят до момента, пока один из покемонов не падает без сознания или его тренер не сдаётся, — до смерти схватки не происходят никогда. Как правило, сильные и опытные тренеры покемонов пользуются уважением.

## Основная информация
Вымышленная вселенная «Покемон» выполнена в антураже альтернативной современности, но в этом мире живут особые существа — покемоны . Покемоны в меру разумны, некоторые умеют разговаривать. Они бывают разных видов (на данный момент по играм, манге и аниме их известно 1008) и обладают сверхъестественными способностями: у разных видов они разные, помимо этого, они могут принадлежать к различным типам — к категориям по стихийной принадлежности. От типа покемона зависит то, способности какой стихии присутствуют у него, а также то, против атак какого типа он устойчив или слаб; например, огненному покемону атаки травяного или ледяного типа нанесут несущественный урон, но при этом он будет слаб против водных или каменных атак. Возможна принадлежность покемона сразу к двум типам, при этом он сохраняет ряд их особенностей. Если покемон побеждает в битве, он получает опыт, при достижении определённого количества опыта у него повышается уровень, а значит, и характеристики. При определённых условиях (при достижении определённого уровня, при использовании предмета и т. п.) покемон может эволюционировать — преобразовываться в развитую форму, которая сильнее предыдущей и считается самостоятельным видом.
Люди, называющие себя тренерами покемонов, подготавливают покемонов для сражений с покемонами других тренеров. Непосредственно сами тренеры не принимают участия в боях: сражаются только покемоны, которым хозяева дают команды, какую атаку или способность применить. Бои проходят до момента, пока все покемоны одного из тренеров не падают без сознания или один из тренеров не сдаётся, так как до смерти схватки не происходят никогда. Хорошим тренером считается тот, кто хорошо заботится о своих покемонах, — аллюзия на заботу людей о домашних животных. Новых покемонов тренеры обычно получают, ловя их на воле: тренер с помощью своих покемонов побеждает дикого покемона, а затем кидает в него покебол — карманное устройство в виде шара, предназначенное для переноски покемонов любого размера. Если дикий покемон не вырвется из покебола, то он переходит к тренеру. Покемонов можно иметь сколько угодно, но при себе можно носить максимум шесть особей, остальные находятся в специальном хранилище, откуда их в любой момент можно взять. Иногда тренеры меняются покемонами: обмен — важная часть игрового процесса основной серии игр. Среди тренеров проходят соревнования по битвам покемонов, которые во многом напоминают спортивные состязания в реальном мире. Никакой практической пользы тренировка покемонов не несёт, но она развивает в тренере ответственность, собранность, сострадание, умение планировать.
У многих тренеров есть Покедекс, карманная электронная энциклопедия, где содержится информация про покемонов. Как только тренер видит покемона, информация о нём попадает в Покедекс, более полную информацию можно получить, если покемон пойман. В играх основной серии главная цель заполнить Покедекс информацией о каждом покемоне, то есть поймать, развить или выменять все виды покемонов, присутствующие в игре. Другая цель тренеров — стать Мастером покемонов, одним из сильнейших тренеров.

## Состав

### Видеоигры
По хронологии выхода серию игр делят на поколения. Каждое поколение начинается с выхода пары игр основной серии на портативную игровую систему. Как правило, эти две игры почти ничем не отличаются друг от друга, кроме покемонов для ловли. На данный момент существует девять поколений. С каждым поколением увеличивается количество существующих видов покемонов, и появляются нововведения в игровой процесс. Игры основной серии сделаны в жанре японской ролевой игры, а многочисленные игры-ответвления бывают самых разных жанров.

#### Основная серия

Официальный английский и международный логотип серии

##### Первое поколение
Изначально «Покемон» появился как две видеоигры для портативной игровой системы Game Boy, созданные студией Game Freak в 1996 году. В Pokémon Red и Green (Red и Blue в западном выпуске), первых играх серии, был 151 вид покемонов, а действие происходило в вымышленном регионе Канто. Когда по мотивам игр вышло аниме, была разработана игра Pokémon Yellow, представляющая собой Red и Blue, более приближенные к аниме. На волне успеха предыдущих игр Nintendo выпустила игру Pokémon Stadium для игровой приставки Nintendo 64, где игроку нужно было участвовать в пошаговых сражениях по определённым правилам, выбрав команду покемонов (доступно всего 42 вида из известных на тот момент 151); имеется также возможность переносить покемонов из игр для Game Boy, чтобы играть за них на Nintendo 64. Чуть позже появилась Pokémon Stadium 2, известная в странах Запада как Pokémon Stadium, где, в отличие от предыдущей версии игры, был доступен 151 вид покемонов.

##### Второе поколение

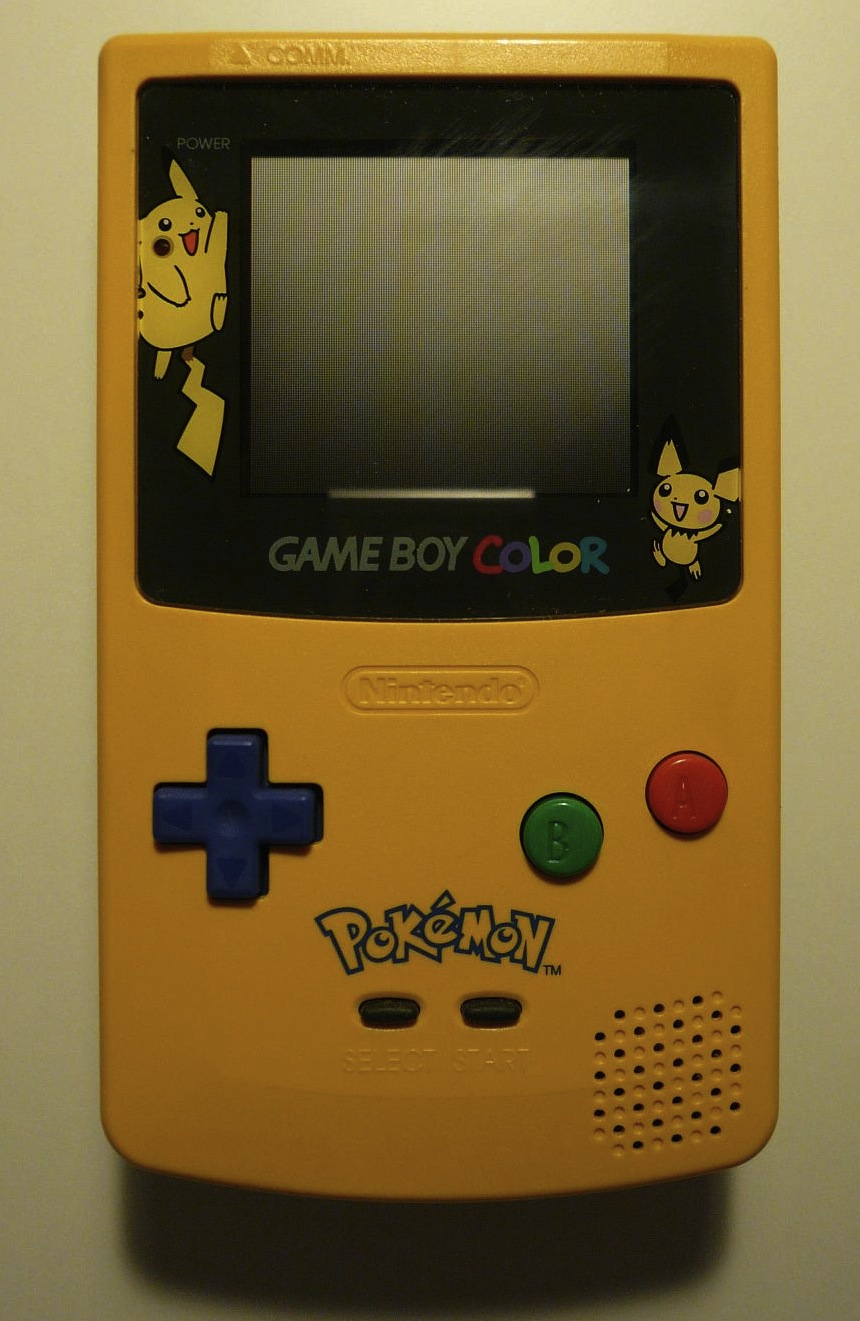
Game Boy Color, оформленный в стиле «Покемона». На нём изображены покемоны Пикачу и Пичу

В Pokémon Gold и Silver, сиквеле Red, Blue и Yellow, было представлено множество нововведений, фигурировавших также в дальнейших играх серии, например, смена дня и ночи в соответствии с реальным временем, разделение покемонов по полу, возможность разводить покемонов, сияющие покемоны, а также Покегир — аппарат, совмещающий функции мобильного телефона, календаря, карты и радиоприёмника. Также увеличилось количество видов покемонов; отныне оно было равно 251. Действие Gold и Silver происходит в регионе Джото, также есть возможность посетить Канто. После выхода Gold и Silver увидело свет продолжение Pokémon Stadium: Pokémon Stadium 2, в Японии известное как Pokémon Stadium GS, в котором присутствуют все покемоны из Gold и Silver, а также Pokémon Crystal, расширенная и дополненная версия Gold и Silver. В Crystal впервые появились анимация покемонов во время боёв, возможность играть за персонажа-девочку, а также Башня Сражений, где можно поучаствовать в боях по определённым правилам.

##### Третье поколение
21 ноября 2002 года вышли первые игры третьего поколения — Pokémon Ruby и Sapphire. Их действие проходит в регионе Хоэнн, который находится далеко от Канто и Джото. Появились нововведения: 135 новых видов покемонов (всего в третьем поколении их 386), возможность выращивать ягоды, конкурсы покемонов, битвы двое на двое (раньше сражались только по одному покемону с каждой стороны). В марте 2004 года для приставки Nintendo GameCube была разработана Pokémon Colosseum: первая японская ролевая игра по вселенной «Покемона» на стационарной консоли. Вскоре начались продажи Pokémon Box Ruby & Sapphire, которая, строго говоря, игрой не является, но с её помощью можно хранить покемонов, пойманных в играх для Game Boy Advance, на карте памяти от GameCube. В этом же году вышли Pokémon FireRed и LeafGreen, ремейки первых игр серии, Pokémon Red и Pokémon Blue. FireRed и LeafGreen создавались на движке Ruby и Sapphire, и, следовательно, у них появилась возможность многопользовательской игры с ними. В ремейках появились острова Севии, а также впервые в серии — поддержка многопользовательской игры по беспроводному протоколу при помощи Game Boy Advance Wireless Adapter. В апреле 2005 года появилась игра Pokémon Emerald — дополнение к Ruby и Sapphire. Её основные отличия — чуть расширенная сюжетная линия, анимация покемонов как в Crystal (с этого момента она стала стандартом серии), а также новая локация — Боевой Рубеж, где проходят сражения по особым правилам в семи различных дисциплинах. Как FireRed и LeafGreen, Emerald поддерживала беспроводную связь. После выхода Emerald увидела свет игра Pokémon XD: Gale of Darkness, продолжение Colosseum.

##### Четвёртое поколение
В апреле 2007 года состоялся релиз Pokémon Diamond и Pearl для портативной системы Nintendo DS — первых игр четвёртого поколения. Здесь впервые в основной серии была задействована трёхмерная графика, появилась возможность сражаться и меняться покемонами через Интернет, а также 107 новых видов покемонов. Действие игр происходило в регионе Синно. В июне этого же года вышла первая игра по «Покемону» на Nintendo Wii: Pokémon Battle Revolution, являющаяся идейным продолжателем Pokémon Stadium и Pokémon Stadium 2. В апреле 2008 года появилась игра My Pokémon Ranch для WiiWare, служившая ровно для того же, что и Box, только для игр четвёртого поколения. В марте 2009 года вышла Pokémon Platinum, улучшенная версия Diamond и Pearl. В ней были введены новые мини-игры, локации, а также Боевой Рубеж, подобный тому, что в Emerald. В 2010 году вышли Pokémon HeartGold и SoulSilver — ремейки игр второго поколения, Gold и Silver, для Nintendo DS. В комплект с HeartGold и SoulSilver входил Покеволкер — шагомер, в память которого можно загружать покемонов из игры. Чем больше шагов насчитает шагомер, тем больше опыта получает покемон, который загружен в него.

##### Пятое поколение
18 сентября 2010 года были изданы Pokémon Black и White — первые игры пятого поколения. Среди основных нововведений можно отметить 156 новых вида покемонов, смену времён года, бои трое на трое. Действие игр пятого поколения происходит в регионе Юнове, основанном, в отличие от предыдущих регионов, не в Японии, а на землях вокруг Нью-Йорка (США). В июле 2012 года в Японии вышли Pokémon Black 2 и White 2, продолжения Black и White.

##### Шестое поколение
8 января 2013 года Nintendo анонсировала игры шестого поколения для Nintendo 3DS — Pokémon X и Y. Вышли игры одновременно во всём мире в октябре 2013 года. В шестом поколении впервые представлен регион Калос, основанный на Франции. Это первые игры, полностью выполненные в трёхмерной графике. Было представлено множество нововведений во вселенную «Покемона» и игровую механику: волшебный тип покемонов, мега-эволюции, позволяющие покемону временно превращаться в сверхсильную форму, возможность менять внешний вид и одежду своему игровому персонажу, «воздушные бои», где могут участвовать только покемоны, умеющие летать, «супертренировка», позволяющая повышать покемону нужные характеристики, и Pokémon Amie — мини-игра, позволяющая игроку взаимодействовать со своим покемоном.
В 2014 году вышли Pokémon Omega Ruby и Pokémon Alpha Sapphire — ремейки игр третьего поколения, Ruby и Saphire, для Nintendo 3DS. Появились новые Мега Эволюции, обновлённый сюжет оригинальных игр и дополнительная глава в сюжете.

##### Седьмое поколение
25 февраля 2016 года анонсировали игры седьмого поколения — Pokémon Sun и Moon для системы Nintendo 3DS, и в отличие от других игр основной линейки, различие версий игры состоит не только в эксклюзивных покемонах для каждой версии, но и в том, что Pokémon Sun действует в том же времени, какое установлено в системе Nintendo 3DS, а время в мире игры Pokémon Moon смещено на 12 часов назад. Игры вышли 18 ноября в Японии и США, 23 ноября в Европе. Помимо новых покемонов, ввели загадочных существ — ультрачудовищ, обладающих мощной силой и представляющих угрозу для людей и Покемонов. События игры происходят в регионе Алола, основанном на Гавайях. Некоторые покемоны приспособились к микроклимату этого региона и получили его региональный вид — Алола Форму. Также в Pokémon Amie внесли некоторые изменения, и в игре эта функция получила новое название — Pokémon Refresh. Была убрана функция с HM (Hidden Machine), и на её замену пришёл Poké Ride. Покедексом в этой игре представлен Ротомдекс (Rotom Pokédex). Он делает больше, чем просто записывает информацию о покемонах. Ротомдекс показывает местоположение игрока и оставляет на карте подсказки, основанные на беседах с другими персонажами. Также он позволяет использовать Poké Finder. Были введены Z-движения — мощные атаки, которые могут быть использованы в сражении только один раз; появился новый формат сражений — Battle Royal, и были введены Гипертренировки.
В ноябре 2017 года появились Pokémon Ultra Sun и Ultra Moon, обновлённые версии Sun и Moon, с обновлённым и дополненным сюжетом, фоторежимом, большей связью с Ротомдексом, и мини-игрой — сёрфинг на Мэнтайне.
16 ноября 2018 состоялся релиз Pokémon Let’s Go Pikachu и Pokemon Let’s Go Eevee для Nintendo Switch, своеобразных ремейков Pokémon Yellow. Игры представляют собой смесь классических основных игр и Pokémon Go с возможностью интеграции с ней. Регион этих игр — Канто. Доступны 151 покемон из первого поколения (и два мистических, Мелтан и Мелметал) и много нововведений, например, кооператив. Рассчитаны эти игры на новую аудиторию. В комплекте с Let’s Go Pikachu и Let’s Go Eevee продавался Покебол Плюс, идейный преемник Покеволкера.

##### Восьмое поколение
На Е3 2017 года были анонсированы новые основные игры серии для Nintendo Switch. Вместе с анонсом Pokémon Let’s Go Pikachu и Pokemon Let’s Go Eevee, было объявлено, что новые основные игры выйдут в 2019 году. И они будут больше близки к последним двум поколениям, чем Pokémon Let’s Go Pikachu и Pokemon Let’s Go Eevee и Pokémon Go.
27 февраля 2019 года были анонсированы игры — Pokémon Sword и Shield, выход которых назначен на 15 ноября.
Сюжет игры происходит в новом регионе — Галаре, который некоторыми своими локациями отсылается к средневековой Англии. Из нововведений в игре появилась так называемая «Дикая зона», в которой игрок мог повстречать большую часть покемонов из всей игры. Некоторые покемоны, например Мяут и Дарумака, получили свои Галарские формы, а покемон Зигзагун вместе с новой формой получил и новую стадию эволюции — Обстагун. 17 июня 2020 года вышел Expansion Pass — дополнение к игре. Это стало первым дополнением к серии игр, в отличие от традиционных вторых частей игр, продолжающих сюжетную линию предыдущих частей.
26 февраля 2021 года было объявлено о выпуске Brilliant Diamond и Shining Pearl, ремейков игр четвёртого поколения Pokémon Diamond и Pearl, разработанных ILCA и запланированных к выпуску в конце того же года. В тот же день был анонсирован Pokémon Legends: Arceus, приквел к Diamond и Pearl. Данная игра принесла собой радикальные и прорывные изменения в устоявшуюся геймплейную формулу.
26 мая 2021 года было объявлено, что Brilliant Diamond и Shining Pearl выйдут 19 ноября 2021 года, а Pokémon Legends: Arceus выйдет 28 января 2022 года. Также были раскрыты бокс-арты для игр.

##### Девятое поколение
27 февраля 2022 года были анонсированы новые игры серии — Pokémon Scarlet и Violet, выход которых состоялся 18 ноября 2022 года. Это первое поколение с полноценным открытым миром.

#### Побочные игры
Первым спин-оффом серии игр стала Pokémon Trading Card Game для Game Boy Color, виртуальная версия коллекционной карточной игры по «Покемону». В 1999 году вышла Pokémon Snap для Nintendo 64, симулятор фотографа покемонов. Далее, из побочных игр появилась Pokémon Pinball для Game Boy Color, вышедшая в июле 1999 года, — своеобразная вариация на тему пинбола, в которой была также возможность ловить покемонов и просматривать их данные в Покедексе. Чуть позже, в сентябре 2000 года, на прилавках появилась Pokémon Puzzle League — игра в жанре головоломки для Nintendo 64 с элементами, позаимствованными из «Тетриса». Помимо этого, для Nintendo 64 была издана Hey You, Pikachu! в жанре тамагочи, где игрок должен общаться с Пикачу при помощи специального микрофона, идущего в комплекте с игрой. В декабре 2000 года вышла Pokémon Puzzle Challenge для Game Boy Color, имеющая сходный геймплей с Puzzle League. В марте 2001 года появилось продолжение Trading Card Game Pokémon Card GB2: GR Dan Sanjou!, не изданное за пределами Японии.
В августе 2003 года вышла Pokémon Pinball: Ruby & Sapphire — продолжение Pinball, в котором были задействованы покемоны из третьего поколения. В декабре 2003 года была издана Pokémon Channel, в которой были развиты некоторые идеи из Hey You, Pikachu!. Первой игрой серии для Nintendo DS стала Pokémon Dash в жанре гонок, вышедшая в 2005 году. Ровно через год вышла Pokémon Trozei в жанре головоломки, также для Nintendo DS. В сентябре 2006 года появились Pokémon Mystery Dungeon: Red Rescue Team и Blue Rescue Team для Game Boy Advance и Nintendo DS соответственно. Они относились к жанру Roguelike и являлись частью серии игр Mystery Dungeon.
В октябре 2006 года вышла Pokémon Ranger, где игрок брал на себя роль рейнджера. Особенностью этой игры было то, что её бои происходили в реальном времени и что вражеских покемонов можно было подчинять, но только на использование одной команды. В 2008 году были разработаны Pokémon Mystery Dungeon: Explorers of Time и Explorers of Darkness, продолжение Pokémon Mystery Dungeon: Red Rescue Team и Blue Rescue Team для Nintendo DS. Также было разработано продолжение Ranger, Pokémon Ranger: Shadows of Almia. В 2009 году линейка Pokémon Mystery Dungeon пополнилась дополненной и обновлённой версией Explorers of Time и Explorers of Darkness — Explorers of Sky, а также продолжением — Keep Going! Burning Adventure Squad, Let’s Go! Stormy Adventure Squad и Go For It! Light Adventure Squad. В конце 2009 года вышла Pokémon Rumble в жанре файтинг для WiiWare.
Для Wii в 2010 году был издан платформер PokéPark Wii: Pikachu's Big Adventure. В 2010 году было также разработано и издано продолжение Ranger — Pokémon Ranger: Guardian Signs. В этом же году эксклюзивно для Японии была разработана и издана Battle & Get! Pokémon Typing DS, в которой нужно быстро печатать слова на сенсорном экране Nintendo DS. В конце 2011 года была издана игра Pokémon Rumble Blast, сиквел Pokémon Rumble. В начале 2012 года вышло продолжение PokéPark — PokéPark 2: Wonders Beyond. 17 марта 2012 года появилась Pokémon Conquest в жанре тактической ролевой игры, кроссовер серий «Покемон» и Nobunaga's Ambition.
9 сентября 2015 анонсирована Pokémon Go — многопользовательская онлайн-игра с дополненной реальностью, разрабатываемая NianticLabs и Nintendo для Android- и iOS-устройств. Она вышла 7 июля 2016 года.
16 июля 2015 года выпущена Pokkén Tournament для аркадных автоматов, за территорией Японии не выпускалась. Позже, 18 марта 2016 года, она была реализована для Wii U по всему миру. 22 сентября 2017 года вышла дополненная версия с новыми персонажами — Pokkén Tournament DX для Nintendo Switch.
3 февраля 2016 года в Японии была выпущена Detective Pikachu — игра для Nintendo 3DS в жанре детективного приключения. 23 марта 2018 года для всего остального мира вышла расширенная версия игры. В 2018 году вышла Pokémon Quest — динамичная ролевая игра в жанре экшен, в которой кубические покемоны играют главную роль, для Nintendo Switch (30 мая), IOS и Android (27 июня). 6 октября 2023 года во всём мире было выпущено продолжение расследований детектива Пикачу — Detective Pikachu Returns.

### Аниме
После успеха Pokémon Red и Green было принято решение сделать аниме по этим двум играм, а впоследствии и следующих игр серии. Сериалом занимается студия Oriental Light & Magic при финансовой поддержке Nintendo, TV Tokyo и Shogakukan. Первая серия «Покемон! Я выбираю тебя!» была показана 1 апреля 1997 года на канале TV Tokyo. С тех пор вышло более 1200 серий, выпуск продолжается до сих пор. По «Покемону» существуют также полнометражные фильмы, часть из которых была показана в кинотеатрах. Вместе с полнометражными выходят короткометражные фильмы. По состоянию на 2018 год вышло 20 полнометражных фильмов и 27 короткометражных.

#### Сериал

Обложка DVD-релиза первого сезона «Покемон: Лига Индиго»

Сюжет повествует о мальчике по имени Эш из Паллет Тауна, который мечтает стать Мастером покемонов — лучшим из тренеров. В отличие от игр, его первым покемоном стал Пикачу, в то время как в играх стартовые покемоны — Бульбазавр, Чармандер и Сквиртл. К Эшу присоединяются Мисти — лидер водного стадиона города Церулина, желающая заставить Эша заплатить за сломанный им её велосипед, а также Брок, лидер каменного стадиона города Пьютера, мечтающий стать покемоноводом. За героями по пятам следуют члены Команды R — Джесси, Джеймс и Мяут, которые намереваются похитить Пикачу у Эша, но раз за разом терпят неудачи и оказываются в пролёте. Эш с друзьями путешествует по Канто, ловит новых покемонов, побеждает лидеров стадионов, собирает их значки, участвует в турнире Лиги покемонов, но проигрывает, пройдя в 1/8 финала. Примерно по такому же плану происходит основной сюжет почти всех следующих сюжетных арок.
История продолжилась во втором сезоне, где Эш путешествовал по Оранжевым островам — региону, присутствующему только в аниме. Профессор Оук посылает Эша за GS-болом, загадочным покеболом, который невозможно открыть, но Эш, узнав о местном турнире, решает остаться и поучаствовать в нём. Брока заменил Трейси Скетчит, наблюдатель покемонов. В итоге Эш становится чемпионом Оранжевой лиги и отправляется в регион Джото вместе с Броком и Мисти, а Трейси остаётся у профессора Оука. Эш, собрав все восемь значков Джото, участвует в соревнованиях Серебряной конференции и доходит до полуфинала. На турнире он побеждает Гэри, своего главного соперника, всегда оказывавшегося на несколько шагов впереди Эша. Эш, Мисти и Брок прощаются друг с другом, так как Мисти и Броку нужно следить за своими стадионами. Так заканчивается оригинальный сериал и начинается «Новое поколение».
После поражения на турнире Эш, оставив у профессора Оука всех своих покемонов (кроме Пикачу), в одиночку отправляется в регион Хоэнн, позже к нему присоединяются Брок, а также начинающий тренер Мэй и её младший брат Макс. «Новое поколение» заканчивается «Боевым Рубежом», где Эш возвращается в Канто и участвует в Боевом Рубеже, где побеждает. Дальнейшая судьба Мисти описывается в сериале-ответвлении «Хроники покемонов».
В конце концов Мэй уезжает в Джото на фестиваль, а Эш едет в регион Синно. Так начинается сериал «Покемон: Алмаз и Жемчуг». В Синно он встречает координатора покемонов Доун, с кем и начинает путешествие, позже к ним присоединяется и Брок. В конце сериала Эш и Брок возвращаются в Канто, где Брок решает стать врачом покемонов.
Следующий сериал — «Покемон: Белое и Чёрное» (арка названа «Pokemon: Best Wishes»). В нём Эш путешествует по региону Юнова с двумя новыми спутниками — Ирис из деревни драконов, мечтающей стать мастером драконов, и Сайланом, лидером стадиона в Стриатоне.
Далее вышел сериал «Покемон XY». Эш отправляется в регион Калос, где встречает новых спутников — Клемонта и его младшую сестру Бонни. Вскоре к ним присоединяется Серена, подруга детства Эша. Премьера в России состоялась 20 сентября 2014 года на телеканале 2х2.
Затем вышел сериал «Покемон: Солнце и Луна», в котором Эш отправляется отдыхать от приключений в регионе Алола, где встречает новых друзей — Маллоу, Лану, Лили, Софоклиса и Киаве, студентов Школы Покемонов. «Солнце и Луна» заканчивается «Ультралегендами», где Эш принимает участие в самой первой лиге покемонов Алолы и, одержав победу, становится первым чемпионом региона.
За ним последовал последний сериал о приключениях юного тренера — «Покемон: Приключения», где Эш и его новый друг Го работают лаборантами в лаборатории профессора Сериса и путешествуют по миру, узнавая тайны мира покемонов. Как Чемпион Алолы, Эш получает право принять участие в Турнире Восьми, чемпионате между чемпионами регионов вселенной сериала, в котором, наконец, побеждает.
Следующий сериал, «Покемон: Горизонты», знакомит зрителей с совершенно новыми персонажами, Лико и Роем, которые присодиняются к команде авантюристов «Восходящий Вольт» в надежде разгадать загадки мира покемонов и собрать Шестёрку героев, покемонов-компаньонов легендарного тренера Люциуса. По пятам за героями следует таинственная организация «Исследователей».

#### Полнометражные фильмы
Из-за успеха аниме были созданы полнометражные анимационные фильмы, расширяющие и дополняющие сюжет аниме-сериала, многие были показаны в кинотеатрах, а первые фильмы поставили рекорды по кассовым сборам для своего времени.

### Художественное кино
В апреле 2016 года The Hollywood Reporter объявил, что Warner Bros. Pictures, Sony Pictures Entertainment и Legendary Pictures ведут переговоры с The Pokémon Company для получения прав на создание художественного фильма по франшизе. В итоге сделку на создание фильма по игре Detective Pikachu заключили с Legendary Pictures. Прокатом в Японии займётся Toho, а во всём остальном мире — Warner Bros.. Сценаристами объявлены Николь Перлман и Алекс Хирш. На пост режиссёра претендовали Крис Маккей, Роберт Родригес, Тим Миллер, Марк А.З Диппе, Шейн Экер и Крис Уэдж. 30 ноября 2016 года режиссёром был объявлен Роб Леттерман.
Съёмки «Детектива Пикачу» начались в январе 2018 года, премьера состоялась в мае 2019 года. Фильм стал успешен в прокате и у критиков, получив звание самого удачного фильма по видеоигре. Это дало зелёный свет продолжению.

### Телесериал
В июле 2021 года было объявлено, что Netflix разрабатывает сериал о покемонах с живыми актёрами. Джо Хендерсон, шоураннер сериала «Люцифер», стал сценаристом и исполнительным продюсером.

### Манга
По мотивам «Покемона» существуют различные серии манги, более или менее известные. Первой серией манги стала Pokémon Pocket Monsters, не выходившая за пределами Японии, до этого печатались лишь отдельные выпуски. Для Pokémon Pocket Monsters характерны весьма специфические юмор и художественный стиль. Pokémon: The Electric Tale of Pikachu 1997 года в четырёх томах стала второй мангой по «Покемону». Она сделана по мотивам первых двух сезонов аниме, при этом сюжет был несколько изменён. Манга Pokémon Adventures, также начавшая выходить в 1997 году, основана на играх основной серии. Сатоси Тадзири как-то сказал, что манга Adventures понравилась ему больше, чем аниме, так как мир «Покемона», изображённый в манге, ближе к изначальной задумке Тадзири, чем мир «Покемона», показанный в аниме. Кроме того, Adventures отличается большей жестокостью, чем игры и аниме. Magical Pokémon Journey в жанре сёдзё вообще не следует канону игр: она повествует о девочке по имени Хэйзел, цель которой — завоевать сердце парня по имени Альмонд, поймав как можно больше покемонов и обменяв данные о них на приворотное зелье, вскоре вышло продолжение Pokémon Chamo Chamo Pretty, где присутствовали покемоны из третьего поколения. По мотивам Pokémon Mystery Dungeon: Red Rescue Team и Blue Rescue Team была написана манга Pokémon Mystery Dungeon Ginji's Rescue Team. В 2008 году была издана Pokémon Diamond and Pearl Adventure! в восьми томах, созданная по Pokémon Diamond, Pearl и Platinum. В 2011 году в журнале Shonen Sunday печаталась Pokémon RéBURST в жанре сёнэн, повествующая о мальчике по имени Рёга, умеющем превращаться в получеловека-полупокемона. Также на бумагу были переложены все аниме-фильмы.

### Коллекционная карточная игра
Коммерческий успех игр и повсеместное распространение коллекционных карточных игр подвигли Nintendo на создание собственной карточной игры по мотивам «Покемона». В ней два игрока используют в поединке по шесть карт с покемонами, у каждой из которых есть свои сильные и слабые стороны, притом одновременно бой ведут лишь по одному покемону с каждой из сторон. Цель игры — побить всех покемонов противника или часть из них. Несмотря на очевидное сходство правил с системой боя в компьютерных играх, считается, что карточная игра интереснее в стратегическом плане. В 1999 году Nintendo решила вывести игру на мировой рынок и продала право на производство игры фирме Wizards of the Coast. В связи с выходом Ruby и Sapphire в 2003 году Nintendo решила забрать права обратно и передала их своей дочерней компании Pokémon USA. По карточной игре существует официальная онлайн-игра.

## История создания

### Истоки
В детстве геймдизайнер Сатоси Тадзири увлекался коллекционированием насекомых, популярным в Японии развлечением того времени. Дети ловили живых насекомых, собирали их и обменивались ими с друзьями. Со временем Тадзири переехал в Токио, где серьёзно увлёкся компьютерными играми, многие из которых впоследствии оказали влияние на его будущие проекты.
В начале девяностых годов вышла портативная игровая система Game Boy. Её особенностью была возможность соединить две приставки специальным кабелем, через который консоли обменивались информацией, и таким образом можно было играть вдвоём. По легенде, когда Тадзири увидел, как жук залез на провод, ему в голову пришла смутная мысль о компьютерной игре, в которой нужно было ловить неких животноподобных существ, выращивать их и обмениваться ими с друзьями, чтобы в итоге собрать их полную коллекцию — явная отсылка к его увлечению коллекционированием насекомых. Идея использования соединительного кабеля для обмена покемонами была новая для игровой индустрии, потому что соединительные провода для Game Boy использовались только для совместной игры. Позже родилась идея сражений между существами. Несмотря на то, что покемоны сражаются, они никогда не погибают в бою: Тадзири не хотел «бессмысленного насилия» в своих играх. Кроме того, влияние оказала игра Makai Toushi Sa·Ga (The Final Fantasy Legend в западном выпуске), натолкнувшая Тадзири на мысль, что консоль Game Boy может быть использована не только для простеньких платформеров, но и для ролевых игр. В качестве других источников вдохновения Тадзири называл впечатления от аниме-сериалов, которые он смотрел в юности, и различные воспоминания из своего детства.
Изначально проект назывался Capsule Monsters (букв. «капсульные монстры»), но из-за проблем с регистрацией торговой марки проект переименовали в Kapumon, пока, наконец, выбор не пал на Pokemon. Тадзири думал, что Nintendo не захочет принять его игру, так как поначалу руководству компании его идея была не очень понятна. Фирма-разработчик Game Freak терпела финансовый кризис, Тадзири даже был вынужден не платить своим работникам, а сам жил на средства отца. Процесс разработки шёл очень тяжело и постоянно сопровождался ссорами и скандалами между разработчиками. Но тут ему неожиданно пришла помощь: Сигэру Миямото, кумир Тадзири в детстве, выделил деньги на финансирование Game Freak. Услышав об идее обмена монстрами, Миямото предложил Тадзири выпустить игру в двух версиях: он предполагал, что это разовьёт идею обмена покемонами. Несмотря на опасения разработчиков, у игры был огромный успех, чего ни сам Тадзири, ни Nintendo вовсе не ожидали из-за падения популярности Game Boy.
В вышедших играх Pocket Monsters Red и Pocket Monsters Green было 150 видов покемонов, но чтобы увеличить интерес к играм, разработчики втайне от Nintendo поместили в игру секретного 151-го покемона — Мью: Тадзири надеялся, что «создаст множество слухов и загадок вокруг игры». Мью можно было поймать, только принеся в офис Game Freak картридж с игрой и с сохранением игры, где у игрока в Покедексе были отмечены остальные 150 покемонов, там в сохранённую игру загружали Мью. Но способ поймать Мью всё-таки нашёлся: в 2003 году в игре был найден баг, позволяющий поймать любого покемона, в том числе и Мью.

### Аниме
Проект возглавил Кунихико Юяма. В разработке концепции сериала принимал участие лично Тадзири, главным сценаристом выступил Такэси Сюдо, а дизайном персонажей занималась художница Саюри Итиси. При создании аниме был немного изменён дизайн персонажей из игр, также было изменено имя главного героя: в играх по канону его звали Ред, но сценаристы нарекли его Сатоси в честь создателя серии Сатоси Тадзири, а его главного соперника Грина назвали Сигэру в честь Сигэру Миямото. Изначально планировалось, что основным покемоном главного героя будет Пиппи (Клефейри в западном выпуске), как в манге Pokémon Pocket Monsters, но в итоге было принято решение сделать первым покемоном Сатоси Пикатю. В качестве спутников Сатоси было решено сделать специалистку по водяным покемонам Касуми и знатока каменных покемонов Такэси: в оригинальных играх Ред их встречает, но они с ним не странствуют. Злодеями выступили члены преступной организации Команда R, также фигурировавшей в играх: девушка Мусаси, парень Кодзиро и сопровождающий их говорящий покемон Нясу, эти три злодея были придуманы специально для сериала.
Создатели убрали Такэси во втором сезоне сериала, так как сочли, что он не нравится западной публике из-за «расистского стереотипа», впрочем, впоследствии вернув его в третьем. Изначально также планировалось, что в GS-боле будет покемон Селеби, но потом было принято решение сделать про Селеби полнометражный фильм, а сюжетную линию с GS-болом впоследствии оборвали в надежде, что фанаты о нём попросту забудут.
После оригинального сериала Касуми почти не появлялась, позже замена главных героев стала происходить в каждом сериале. На вопрос, вернётся ли Касуми в аниме, один из создателей сериала, Масамицу Хидака, ответил, что, возможно, ещё вернётся, но больше никогда не будет на главных ролях.
Сам Юяма утверждает, что над сюжетом работают вместе несколько режиссёров и сценаристов, но так как Юяма их возглавляет, последнее решение всегда остаётся за ним, и он всегда старается найти «золотую середину» между мнениями всех сценаристов. Масамицу Хидака в интервью сайту PokéBeach рассказал, что на создание серии уходит по полгода, плюс один-полтора месяца на озвучивание, а на написание сценария уходит около недели. На создание же полнометражного фильма уходит год.

### Американская локализация
При переводе на английский язык Pokémon Red и Blue маленькая команда переименовала почти всех покемонов для западных игроков по заказу Nintendo. Более того, Nintendo зарегистрировала имена 151 покемона как торговые марки, постоянно убеждаясь, что никаких совпадений с другими марками нет. В процессе перевода стало ясно, что просто поменять текст с японского на английский невозможно: игры должны были быть перепрограммированы с нуля из-за того, что код был чересчур сложен и неоптимизирован, что являлось побочным эффектом достаточно долгой разработки игр. Из этого последовало, что американская версия игр была основана на более упрощённой в плане исходного кода японской версии Pocket Monsters Blue, при этом в американских Red и Blue доступные покемоны были как в японских Red и в Green соответственно.
Когда перевод Red и Blue на английский язык был завершён, Nintendo потратила около пятидесяти миллионов долларов на рекламу, опасаясь, что игры не понравятся американским детям. Команда, занимающаяся локализацией игр, считала, что «милые монстрики» могут быть не приняты американской аудиторией, и рекомендовала Nintendo перерисовать покемонов заново. Тогдашний президент Nintendo Хироси Ямаути отказался это делать. Несмотря на предложения сменить дизайн, Red и Blue вышли в Америке без изменений через два с половиной года после выхода оригинальных Red и Green в Японии и были крайне успешны на Западе со своим изначальным дизайном.
Дублированием аниме занималась студия 4Kids Entertainment. При переводе аниме на английский язык его подвергали определённой цензуре, в частности, были убраны шутки на сексуальную тему, являющиеся обычным делом для аниме. В Америке не было показано несколько серий, не прошедших цензуру. Имена почти всех персонажей также были изменены: Сатоси стал Эшем, Касуми — Мисти, а Такэси — Броком. Мусаси и Кодзиро переименовали в Джесси и Джеймса соответственно — в честь знаменитого американского преступника Джесси Джеймса. Помимо этого, почти все японские надписи были перерисованы и заменены на англоязычные. 4Kids Entertainment старалась убирать отсылки к японской культуре из сериала, например, рисовые шарики онигири, популярную японскую закуску, в разных сериях называли эклерами или пончиками, а в сезоне «Покемон: Новое Сражение» их стали перерисовывать на сэндвичи. Из-за трудностей с авторскими правами в американской версии аниме частично заменена фоновая музыка. Премьера аниме-сериала в Америке состоялась осенью 1998 года. Начиная с девятого сезона «Покемон: Боевой Рубеж» дубляжем сериала занимается Pokémon USA, Inc.

## Общественный резонанс

### Популярность

Покемоны, изображённые на фюзеляже самолёта авиакомпании All Nippon Airways

«Покемон» стал одной из немногих серий компьютерных игр, которая стала настолько популярной, что вышла за пределы игр и стала неотъемлемой частью массовой культуры. На момент 2011 года продано более 200 миллионов экземпляров игр серии Pokémon — серия игр остаётся второй в мире по популярности. Кассовые сборы первого полнометражного фильма «Покемон: Фильм первый» составили 163 644 662 доллара США, что сделало его самым кассовым аниме-фильмом за всю историю кинематографа, помимо этого, по количеству сборов на момент 20 мая 2012 года он является третьим фильмом, основанным на компьютерной игре, шестьдесят пятым среди анимационных фильмов и шестьсот вторым фильмом по количеству сборов вообще. Карточная игра «Покемон» продаётся более чем в 40 странах мира, по всему миру продано более 14 миллиардов карт. Аниме транслируется в 74 странах. На момент 2009 года прибыль от серии составила более 24 миллиардов долларов США. В Японии продукцию с символикой «Покемона» производят 85 фирм. Национальный японский авиаперевозчик All Nippon Airways заплатил Nintendo 1 миллион долларов за лицензию на украшение своих самолётов Boeing 747 изображениями Пикачу. Аналогичным изменениям подверглись спинки кресел и столовые приборы.
Популярность «Покемона» была настолько высока, что 25 апреля 1998 года (через два года после появления серии) в Токио открылся «Центр покемонов» (англ. Pokémon Center), специализированный магазин, в котором продавались все товары, связанные с «Покемоном». 1 ноября 2001 года подобный магазин открылся и в Нью-Йорке, в Рокфеллеровском центре, впоследствии заменённый в 2005 году магазином Nintendo World Store («Центр покемонов» стал его отделом). В 2009 году Pokémon Red и Blue попали в Книгу рекордов Гиннесса как «Самая продаваемая RPG на Game Boy» и «Самая продаваемая RPG всех времён», а в 2011 году игры Pokémon Black и White стали самыми быстрораскупаемыми играми за всю историю индустрии компьютерных игр.

### Критика и восприятие

#### Отзывы
Ватикан положительно отозвался о карточной игре, сочтя, что она развивает воображение у детей и что в ней нет ничего вредоносного, а сама серия учит детей дружбе. Ассоциация христианских геймеров также сочла, что в «Покемоне» нет ничего плохого. Наталья Феодосова из журнала «Огонёк» писала, что «и в покемонах, оказывается, можно найти что-то разумное, доброе, вечное… Даже если язык у них инопланетный — эмоции понятны на всех языках. Не знаю, как вам, а мне важнее формы содержание. Ну а тем, кому так уж важна форма, стоит попробовать присмотреться к Пикачу повнимательнее». Ашот Ахвердян, автор статьи в «Домашнем компьютере», счёл, что «более безобидное и правильное в педагогическом плане зрелище для детей и придумать-то сложно», и похвалил серию за отсутствие смерти и насилия. Борис Иванов, один из самых известных популяризаторов японской анимации в России, в своей статье также заметил, что за всю историю аниме-сериала не погибло ни одно живое существо, и назвал все обвинения в его адрес безосновательными. Различные обозреватели, в частности PETA, утверждали, что «Покемон» учит детей бережному отношению к природе и заботе о животных.
Несмотря на положительные отзывы и популярность, «Покемон» неоднократно подвергался критике со стороны различных общественных и религиозных деятелей. Так, например, протестантские религиозные деятели, рецензируя «Мьюту против Мью», сочли, что серия якобы пропагандирует оккультизм, насилие и теорию эволюции Дарвина вместо создания живых существ Богом. В качестве ответа коллекционной карточной игре «Покемон» в Великобритании вышли карты Christian Power Cards, по своей концепции они похожи на «Покемон», но вместо покемонов на картах изображены библейские персонажи.
В 1999 году Nintendo сняла с производства карту «Koga’s Ninja Trick», так как на ней был изображён символ мандзи — традиционный буддистский символ, обозначающий совершенство. Антидиффамационная лига, правозащитная общественно-политическая организация, противостоящая антисемитизму, сочла, что «Покемон» пропагандирует нацизм, так как свастика, символ Третьего рейха, является по сути зеркально отражённым мандзи. Со временем члены Антидиффамационной лиги изменили своё мнение, уже после того, как Nintendo, узнав о конфликте, убрала карту с прилавков.
В странах Лиги арабских государств «Покемон» был запрещён, так как мусульманские учёные-богословы решили, что он пропагандирует азартные игры, запрещённые исламом. Кроме того, в карточной игре и аниме цензорами были замечены гексаграммы (звёзды Давида). И если в Японии звезду Давида воспринимают как не более чем красивый магический символ, то для арабов это символ международного сионизма. Запрет введён и на использование изображений, например, в детской одежде и игрушках. Постеры запрещено не только приносить в школу — за сам факт обладания могли немедленно исключить и даже высечь плетями. В Кувейте владельцы нескольких магазинов по собственной инициативе публично сожгли несколько сот комплектов запрещённой игры. Пресс-секретарь Nintendo заявил, что разработчики никогда не пытались придать серии религиозный характер. В других странах к «Покемону» также появилось плохое отношение: в Мексике католическая церковь назвала его «демоническим», а в Словакии сериал посчитали вредным для просмотра. Кроме того, «Покемон» также обвиняли в пропаганде материализма.
Высший совет Турции по радио и телевидению в 2000 году запретил демонстрацию «Покемона» в стране. Такое решение было принято по рекомендации министерства здравоохранения, которое пришло к выводу, что эта лента опасна для здоровья детей. В докладе специалистов этого ведомства необходимость запрета мотивируется тем, что «Покемон» «пропагандирует насилие, развивает „ложный героизм“, уводит от реальной жизни и вызывает психические отклонения у детей». Минздрав при этом сослался на то, что два подростка в Турции, подражая героям сериала, выпрыгнули из окон, чтобы «полетать», в результате чего получили увечья. Борис Иванов, комментируя ситуацию, сообщил, что так как у большей части летающих покемонов есть крылья, с таким же успехом можно было подражать бабочкам и птицам. Спустя два года запрет был снят.

#### Скандалы

##### Декабрьский инцидент
38-я серия «Покемона» получила особенную известность из-за того, что 685 японских детей в возрасте от 3 лет и старше были госпитализированы после её просмотра с симптомами, напоминающими эпилептический припадок. Это происшествие получило в японской прессе название «Шок от покемонов» (яп. ポケモンショック Покэмон сёкку). 16 декабря 1997 года в 18:30 по японскому стандартному времени была показана серия «Электронный воин Поригон» (яп. でんのうせんしポリゴン дэнно: сэнси поригон), которую транслировали более 37-ми телестанций по всей стране. «Покемон» имел самый высокий рейтинг среди всех остальных программ в своём таймслоте: сериал смотрели приблизительно в 26,9 миллиона домов.
По сюжету серии главные герои оказываются внутри компьютера, где им предстоит уничтожить опасный вирус. Приблизительно на 18 минуте Пикачу применяет одну из своих атак, анимация которой в этой серии представляла собой взрыв с яркими красными и синими вспышками. Подобного рода мигание встречалось и во многих других анимационных фильмах, однако на этот раз оно отличалось особенной интенсивностью и яркостью; вспышки мерцали с частотой примерно 12 Гц и в продолжение 4 секунд занимали практически весь экран, а потом в течение 2 секунд весь экран целиком.
После показа серии в японские больницы было доставлено около семисот детей. Впоследствии выяснилось, что у 5—10 % всех зрителей проявились лёгкие симптомы недомогания, которые, однако, не потребовали госпитализации. О проблемах сообщили более 12 000 детей, однако исследователи скептически отнеслись к их показаниям и склонились к мнению, что столь большое число пострадавших объяснялось уже не непосредственным влиянием серии, а массовой истерией вокруг неё. В качестве доказательства приводился тот факт, что симптомы, проявившиеся у заболевших зрителей, более характерны именно для истерии, нежели для эпилептического припадка, и при этом в день показа число пострадавших устойчиво держалось на отметке около 700 человек, но уже на следующее утро из-за повтора эпизода в новостях количество заболевших возросло на порядок. Кроме того, многие из госпитализированных детей прикинулись больными, чтобы не ходить в школу.
Показ «Покемона» был возобновлён 16 апреля 1998 года, через 4 месяца после инцидента. Как заявил представитель TV Tokyo Хироси Урамото, за это время канал получил четыре тысячи звонков от зрителей, 70 % из которых просили как можно скорее вернуть сериал в эфир. Некоторые сцены в открывающей заставке «Покемона» были перемонтированы, изменено время вещания, а перед началом показа зрителям был продемонстрирован «Отчёт об исследовании проблемы аниме „Покемон“» (яп. アニメ ポケットモンスター問題検証報告 анимэ покэтто монсута: мондай кэнсё: хо:коку) с рекомендациями по просмотру телепередач.
Хотя 38-я серия «Покемона» более не демонстрировалась ни в одной стране, она, тем не менее, вызвала огромный резонанс в мировой прессе.

##### Судебные процессы
В ноябре 2000 года стало известно, что израильский иллюзионист Ури Геллер подал в суд на корпорацию Nintendo, утверждая, что компания использовала его идеи и его самого при создании покемона Кадабры, использующего телекинез и держащего в руке металлическую ложку. Также он обвинил компанию в использовании запатентованного им «волшебного» слова «абракадабра» для названий двух покемонов американской версии: Абры и Кадабры. Размер ущерба оценивается Геллером в 100 миллионов долларов. Nintendo сообщила, что при создании покемонов ни один человек не использовался в качестве прототипа. Иск был отклонён.
Фирма-производитель игрушек Morrison Entertainment Group также начала судебное разбирательство с создателями «Покемона». Причиной стало сходство названия серии игрушек Morrison Entertainment Group «Monster in My Pocket» с японским названием «Покемона» «Pocket Monsters». Иск был отклонён, поскольку герои Monster in My Pocket недостаточно известны и потому не могут вводить в заблуждение зрителей.
Семья семилетнего мальчика-аутиста Роберта Брейзира из Йонкерса (штат Нью-Йорк), который задохнулся насмерть, играя с шариком, подала судебный иск на 100 миллионов долларов против фирм Hasbro и Toys R Us, обвиняя их в выпуске небезопасных игрушек, не имеющих необходимых предупреждений. Родители погибшего ребёнка заявили, что они «намеренно завели дело через два дня после выпуска на экран фильма „Покемон“, поскольку ажиотаж вокруг него может привести к новым жертвам среди детей, играющих с теми сопутствующими товарами, которыми торгуют корпорации с миллиардными доходами, вовсе не думающие о последствиях». Суд отклонил требования за недостатком доказательств.

### В России
Фактически решение о закупке сериала было принято в начале 2000 года, но зрители увидели его только в декабре. Для перевода на русский язык была выбрана американская версия сериала. Карточную версию «Покемона» распространяла компания «Саргона», торгующая настольными играми и, в частности, коллекционными карточными играми. Киевская студия «Пилот», выполнившая озвучивание первых двух сезонов сериала на русском языке, решила не менять во второй раз имена покемонов, так как сохранение американских названий облегчало освоение карточных игр, которые «Саргона» продавала без перевода. Премьера русского дубляжа аниме «Покемон» состоялась на телеканале ОРТ (ныне Первый канал).

В день телевизионной премьеры дирекция общественных связей ОРТ пригласила журналистов и ребят из приюта «Отрадное» в кинотеатр «Ролан» на презентацию сериала. Дети хлопали и смеялись, а потом приняли участие в викторине, организованной ОРТ. На презентации сам глава Дирекции детских программ ОРТ Сергей Супонев лично уверил зрителей в безобидности «Покемона»: 

«То, что мы хотим его показать, может быть, это можно назвать неким поступком. Шуму вокруг этого сериала было много по всему миру. На самом деле довольно безобидная вещь. Милая история, как мальчик спасает зверушек, учит их воевать за добро и справедливость. И есть плохие ребята, которые отправляют „покемонов“ за большие деньги в зоопарк, — всё, что в этом фильме скандального».

Супонев также высказал предположение, что повальной «покемании» в России не будет в силу ментальности российских детей. Но, несмотря на это, сериал пользовался огромным успехом в России. С 18 декабря 2000 года по 25 января 2001 года сериал «Покемон» демонстрировался ОРТ. 5 февраля 2001 года показ сериала был возобновлён и закончен 6 августа 2001 года. Всего было показано 104 серии, последняя серия относилась ко второму сезону и называлась «Чаризард замерзает». Незадолго до окончания трансляции ОРТ начали вырезать целые фрагменты из серий. Три серии первого сезона не появились в американском дубляже, в связи с чем не вышли в России. Кроме того, 14 января 2001 года был показан документальный репортаж «Охота на покемона», где актёр и телеведущий Алексей Весёлкин вместе с группой журналистов пытался выяснить секрет успеха сериала. Но уже после завершения трансляции по ОРТ «Покемон» стал преподноситься в прессе как пример плохого зарубежного мультсериала, часто ему противопоставляли советскую анимацию. Иногда в СМИ появлялась информация о том, что «Покемон» зомбирует детей. Показ первых двух сезонов по ОРТ привёл ко всплеску интереса к аниме в России.
Однако популярность серии в России не ограничивалась только сериалом. Успехом пользовались игральные карты, сотки, игрушки, раскраски, а также журналы, книги и комиксы, выпускавшиеся издательством «Эгмонт-Россия». На DVD и видеокассетах компанией «Мост-видео» были официально изданы первый, второй, третий полнометражные фильмы, а компанией «West Video» четвёртый, шестой и седьмой полнометражные фильмы, в 2005 году на Первом канале были показаны второй и четвёртый полнометражные фильмы, по телеканалу Jetix был показан одиннадцатый, а на DVD тринадцатого фильма, изданном в Польше, была обнаружена русскоязычная звуковая дорожка. Если на Западе игры были больше популярны, то в России об оригинальных Red и Blue знал мало кто, несмотря на то, что в конце девяностых консоли Game Boy уже были у многих детей в разных крупных городах. По-настоящему популярными стали только игры на Game Boy Advance.
20 сентября 2008 года на телеканале ТНТ стартовал и был целиком показан десятый сезон аниме под названием «Покемон: Алмаз и Жемчуг». Начиная с 8 декабря 2008 года на телеканале Jetix также был целиком показан десятый сезон аниме. Со 2 марта 2009 года по 10 августа 2010 года на нём же прошла демонстрация одиннадцатого сезона под названием «Покемон: Боевое измерение». 3 февраля 2012 года на телеканале ТНТ началась демонстрация двенадцатого сезона «Покемон: Галактические битвы»,
а с 20 апреля 2012 года после показа 12 сезона на ТНТ началась демонстрация одиннадцатого сезона «Покемон: Боевое измерение».

Российский Хэппи Мил

 В январе 2012 года в сети ресторанов быстрого питания McDonald’s проходила акция, во время которой при приобретении детского набора Хэппи Мил давалась фигурка покемона, а также карта из коллекционной карточной игры, при этом покемоны были из пятого поколения игр и аниме. Шестого ноября был начат показ на канале ТНТ аниме «Покемон. Белое и Чёрное». Дубляж был сделан студией SDI Media в сотрудничестве со студией «АРК-тв». Состав актёров остался таким же со времён 12 сезона. 11 января 2013 года запущен 13 сезон «Покемон: Победители Лиги Синно». 28 апреля 2013 года состоялся первый официальный турнир на фестивале японской культуры «Хинодэ» в Москве по играм серии Pokémon, организованный российским подразделением Nintendo. Турнир проходил по играм Pokémon Black, White, Pokémon Black 2 и White 2, были разыграны различные призы от компании Nintendo. В декабре 2013 года в России было запущено приложение для iOS и Android Pokémon TV, позволяющее бесплатно смотреть сериал онлайн.
12 марта 2014 года телеканал 2x2 подписал контракт с The Pokémon Company на пятилетний срок. С 1 мая 2014 года начался показ всех сезонов, начиная с 14-го, «Белое и Чёрное». Лев Макаров, генеральный директор телеканала, высказал свой комментарий:

«Мы рады возвращению сериала „Покемон“ на российский рынок, так как это хорошо узнаваемый бренд в нашей стране. Эфир запланирован на то время, когда взрослые и дети находятся дома, и у них будет больше поводов проводить время вместе. Мы надеемся, что благодаря сериалу „Покемон“ 2x2 объединит родителей и их детей».

После показа всего сериала «Чёрное и Белое» 20 сентября 2014 года состоялась премьера «Покемон XY», перед выходом первого набора Pokémon Trading Card Game: XY на русском языке. Кроме того, 2x2 получил права на трансляцию 5 полнометражных фильмов: с 13-го по 18-й.

### Значение в индустрии и массовой культуре
После того как инцидент с 38-й серией получил широкую огласку, отсылки к нему стали проникать в массовую культуру. Так, в одной из серий «Симпсонов» под названием «Тридцать минут над Токио» (англ. Thirty Minutes over Tokyo) семья Симпсонов отправляется в Японию, где смотрит мультфильм «Конвульсивные боевые роботы» (англ. Battling Seizure Robots) и начинает биться в судорогах, увидев сверкающие глаза робота. В серии «Чинпокомон» мультсериала «Южный парк» коварные японцы с помощью видеоигр и сопутствующих товаров зомбируют американских детей, планируя подорвать могущество США и осуществить атаку на Пёрл-Харбор; у одного из персонажей, Кенни Маккормика, после попытки сыграть в видеоигру начинаются судороги, и в конце концов он умирает. В мультсериале «Мультреалити» имеется азиатский монстр Линг-Линг, являющийся пародией на Пикачу: его цель — «сражаться и ввергать детей в эпилептические припадки».
Отмечается конкуренция «Покемона» с другой серией игр и аниме, «Дигимон». Рецензент IGN Хуан Кастро назвал «Дигимон» «другим-моном» и отметил, что хотя «Дигимон» и не так популярен, как «Покемон», тем не менее, у него есть множество преданных поклонников. Другой журналист IGN, Лукас М. Томас, сравнивая «Покемон» и «Дигимон», назвал одной из причин большей популярности «Покемона» более простой и менее запутанный процесс эволюции монстров, нежели в «Дигимоне». Сайт GameZone также отмечал сходство концепций этих двух серий. Между фанатами «Покемона» и «Дигимона» достаточно часто идут споры, какая серия появилась раньше, хотя на самом деле первым появился «Покемон»: Pokémon Red и Green вышли 27 февраля 1996 года, «Дигимон» же появился в 1997 году.
Афроамериканский политик Херман Кейн на одном из своих выступлений процитировал заглавную песню из фильма «Покемон 2000». В романе Виктора Пелевина «Числа» Пикачу — альтер эго главного героя бизнесмена Стёпы, а Мяуту отведена роль альтер эго его любовницы. Американский писатель-фантаст Джим Батчер утверждает, что «Покемон» стал источником вдохновения для его серии романов «Кодекс Алеры». По мотивам аниме-сериала фанаты сняли короткий фильм Pokémon Apokélypse, быстро ставший известным в Интернете. Персонажи игр и аниме появлялись в серии файтингов-кроссоверов Super Smash Bros. В честь Пикачу был назван белок пикачурин, найденный учёными на сетчатке глаза. Аниме-сериал два раза пародировался в сатирическом мультсериале «Робоцып». Отсылки к «Покемону» встречаются также в других компьютерных играх, например, в The Elder Scrolls III: Morrowind и The Simpsons Game.
К середине 2016 года игра для гаджетов Pokémon Go настолько широко распространилась по миру (в том числе и в России), что ловля покемонов в виртуально дополненном реальном мире с её помощью приняла характер массовой истерии, а связанные с этим проблемы стали обсуждаться на уровне правительств и законопроектов.